# محكمة الدول الأمريكية لحقوق الإنسان
محكمة الدول الأمريكية لحقوق الإنسان (بالإنجليزية:Inter-American Court of Human Rights) هيئة قضائية مستقلة تأسست في 22 مايو 1979 ويقع مقرها في مدينة سان خوسيه، كوستاريكا وتشكل نظام حماية لحقوق الإنسان في دول منظمة الدول الأمريكية (بالإنجليزية:Organization of American States)، والتي تعمل على دعم وتعزيز الحقوق والحريات الأساسية في الأمريكتين.

## روابط خارجية
- محكمة الدول الأمريكية لحقوق الإنسان